# Боярышник ложносомнительный
Боярышник ложносомнительный (лат. Crataegus ×pseudoambigua) — дерево, вид рода Боярышник (Crataegus) семейства Розовые (Rosaceae).

## Распространение и экология
В природе ареал вида охватывает Иран и горные районы Туркменистана (Копетдаг). Эндемик. Описан из ущелья Ай-дере.
Произрастает по склонам ущелий.

## Ботаническое описание
Деревцо с голыми, обычно покрытыми сизым налётом, неколючими побегами и с буровато-серой корой на более старых ветвях.
На цветущих побегах самые нижние листья продолговато-клиновидные, на вершине зубчатые или трёхнадрезные; остальные в очертании яйцевидные, с клиновидным основанием, длиной до 3,5—4,5 см, шириной 4—5 см, обычно пятираздельные, реже трёхраздельные с трёхнадрезной средней долей; доли острые или заостренные, овально-ланцетные или яйцевидные, снаружи от середины с внутренней стороны близ вершины неровно-пильчатые, нижние гораздо крупнее верхних. На стерильных побегах листья более крупные, длиной и шириной до 6 см, более глубоко пяти—семираздельные, иногда при основании почти рассечённые и с отставленными нижними долями.
Соцветие — сложный щиток из 4—5 веточек, несущих по 3, реже 2 цветка, голых или слегка волосистых; чашелистики продолговато-треугольные, заострённые, при плодах отогнутые; столбиков 2, реже 1.
Плоды — мелкие яблочки, яйцевидно-шаровидные, чёрно-красные, с глубоким узким блюдцем. Косточки две, реже одна, полушаровидные, с брюшной стороны плоские, почти гладкие, с выпуклой спинной с 1—2 весьма слабо выраженными бороздками.
Плодоношение в октябре.
От боярышника сомнительного (Crataegus ambigua) отличается более тёмными плодами, более широким и неглубоким блюдцем, чашелистиками и листьями иной формы и колючими побегами.

## Таксономия
Вид Боярышник ложносомнительный входит в род Боярышник (Crataegus) трибы Pyreae подсемейства Спирейные (Spiraeoideae) семейства Розовые (Rosaceae) порядка Розоцветные (Rosales).
Морфологические особенности данного вида заставляют предполагать, что он является гибридом красноплодного однопестичного боярышника туркестанского (Crataegus turkestanica) с черноплодным 3—5-косточковым боярышником ложночерноплодным (Crataegus pseudomelanocarpa)
|  |                                      |  |                                                              |                                                              |                   |  | ещё 8 семейств (согласно Системе APG III) | ещё 8 семейств (согласно Системе APG III)    |                                              |  |  |  | ещё 7 триб (согласно Системе APG III)         | ещё 7 триб (согласно Системе APG III)         |  |  |  |  | ещё от 200 до 300 видов | ещё от 200 до 300 видов |
|  |                                      |  |                                                              |                                                              |                   |  | ещё 8 семейств (согласно Системе APG III) | ещё 8 семейств (согласно Системе APG III)    |                                              |  |  |  | ещё 7 триб (согласно Системе APG III)         | ещё 7 триб (согласно Системе APG III)         |  |  |  |  | ещё от 200 до 300 видов | ещё от 200 до 300 видов |
|  |                                      |  |                                                              | порядок Розоцветные                                          |                   |  |                                           |                                              | подсемейство Спирейные                       |  |  |  |                                               | род Боярышник                                 |  |  |  |  |                         |                         |
|  |                                      |  |                                                              | порядок Розоцветные                                          |                   |  |                                           |                                              | подсемейство Спирейные                       |  |  |  |                                               | род Боярышник                                 |  |  |  |  |                         |                         |
|  | отдел Цветковые, или Покрытосеменные |  |                                                              |                                                              | семейство Розовые |  |                                           |                                              | триба Pyreae                                 |  |  |  | вид Боярышник ложносомнительный               |                                               |  |  |  |  |                         |                         |
|  | отдел Цветковые, или Покрытосеменные |  |                                                              |                                                              |                   |  |                                           |                                              |                                              |  |  |  |                                               |                                               |  |  |  |  |                         |                         |
|  |                                      |  | ещё 44 порядка цветковых растений (согласно Системе APG III) | ещё 44 порядка цветковых растений (согласно Системе APG III) |                   |  |                                           | ещё 8 подсемейств (согласно Системе APG III) | ещё 8 подсемейств (согласно Системе APG III) |  |  |  | ещё около 60 родов (согласно Системе APG III) | ещё около 60 родов (согласно Системе APG III) |  |  |  |  |                         |                         |
|  |                                      |  |                                                              | ещё 44 порядка цветковых растений (согласно Системе APG III) |                   |  |                                           |                                              | ещё 8 подсемейств (согласно Системе APG III) |  |  |  |                                               | ещё около 60 родов (согласно Системе APG III) |  |  |  |  |                         |                         |